# Никитино (Можайский район)
Никитино — деревня в Можайском районе Московской области в составе Порецкого сельского поселения. Численность постоянного населения по Всероссийской переписи 2010 года — 9 человек. До 2006 года Никитино входило в состав Порецкого сельского округа.
Деревня расположена на северо-западе района, примерно в 34 км от Можайска, на безымянном левом притоке Москва-реки, высота центра над уровнем моря 207 м. Ближайшие населённые пункты на юге — Тимошино в 1 км и Барсуки в 2 км.

## Население
| 2002 | 2006 | 2010 |
| ---- | ---- | ---- |
| 15   | ↘13  | ↘9   |